# Une chaise pour deux
Une chaise pour deux (France) ou Chaise académie (Québec) (The Frying Game) est le 21e épisode de la saison 13 de la série télévisée d'animation, Les Simpson.

## Synopsis
Pour l'anniversaire de Marge, Homer lui offre un bassin zen. Malheureusement, celui-ci devient la demeure d'une chenille beuglante (chenille hurlante au Québec), espèce protégée et fort bruyante.
Après avoir malencontreusement blessé la chenille, Homer est condamné à des travaux d'intérêt général. Il se met donc à livrer des repas à des personnes âgées. Il rencontre dans ses tournées Mme Bellamy, femme dont Marge et Homer vont petit à petit devenir les serviteurs. Mais celle-ci est retrouvée assassinée et Marge et Homer se retrouvent accusés de meurtre… Homer est condamné à mort et doit se rendre sur la chaise électrique.
L'EPA apparaît dans cet épisode, ainsi que dans le film.